# Elecciones estatales en Hidalgo de 1981
Las Elecciones estatales de Hidalgo de 1980-1981 se llevaron a cabo en dos jornadas electorales. El primero el domingo 18 de enero de 1981, y en ellas se renovaron los siguientes cargos de elección popular de Hidalgo:
- Gobernador de Hidalgo. Titular del Poder Ejecutivo del estado, electo para un periodo de seis años no reelegibles en ningún caso, el candidato electo fue Guillermo Rossell de la Lama.
- Diputados al Congreso del Estado. Electos por mayoría relativa en cada uno de los Distrito Electorales.

Y el segundo 8 de noviembre en que se eligió:
- 84 Ayuntamientos. Formados por un Presidente Municipal y regidores, electo para un período de tres años no reelegibles para un período inmediato.

## Resultados electorales

### Gobernador
|  | 1.1 % |

|  | 96.0 % |

|  | 96.0 % |

|  | 1.1 % |

|  | 96.0 % |

|  | 100.00 % |

### Ayuntamientos

#### Municipio de Pachuca
- Eduardo Valdespino Furlong  Hecho